# Masacre de La Hoyada (1988)
La masacre de La Hoyada fue perpetrada el 12 de septiembre de 1988 por parte del Partido Comunista del Perú-Sendero Luminoso contra personas acusadas de pertenecer a la comunidad LGBT. Las personas fallecidas fueron en total ocho, y posteriormente sus cuerpos fueron arrojados a una fosa común de ubicación desconocida.

## Contexto

### La revolución no aceptaba homosexuales
Para el PCP-Sendero Luminoso la homosexualidad y otras minorías sexuales debían ser reprimidas como parte de sus políticas de limpieza social anti-burguesa de su futuro nuevo Estado comunista.
En Pucallpa y los pueblos periféricos, Sendero Luminoso aplicaba la llamada lista negra, que tenía los nombres de personas bajo sospecha de ser homosexual o travesti.

### Situación LGBT
La Hoyada era una zona del río Ucayali en las afueras de Pucallpa que originalmente era una zona de delincuencia, pero que las personas LGBT habían logrado expulsar a los elementos de mal vivir y asentarse en casas de verano, realizar campeonatos de vóley y todo tipo de actividades lúdicas de playa. Debido a que La Hoyada era un sitio discreto, servía para que el turismo homosexual se desarrolle de manera incipiente, libres de los prejuicios.
Además del turismo, La Hoyada también funcionaba como un punto de partida escondido para la migración LGBT que buscaba escapar de las matanzas y torturas del PCP-SL y del MRTA, otro movimiento de extrema izquierda que despreciaba a las minorías sexuales, hacia Iquitos, la capital de la región Loreto, que por su aislamiento territorial había logrado mantenerse al margen de la época del terrorismo en el Perú.
La radiodifusora Conexión Vida de Pucallpa describe la compleja situación de las personas no heterosexuales, y especialmente de los que eran de condición económica precaria cuando decían cruzar por La Hoyada:

En el barrio recuerdan haber despedido a varias compañeras que se vieron forzadas a migrar, entre 1985 y 1990, luego de escuchar que sus nombres habían sido incluidos en una suerte de lista mortal
Extracto de LGTBIQ+: Pucallpa, persecución y muerte, 23 de junio de 2023.

## Desarrollo
Un día antes, un contingente del PCP-SL, que conocía de la presencia LGBT en La Hoyada, intervino sorpresivamente en la playa, y logró capturar al azar a ocho personas. En la madrugada del 12 de septiembre, los insurgentes llevaron a tres periodistas locales para que presencien el fusilamiento de sus cautivos.
Los periodistas llegaron a las 05:30 a. m. (hora peruana) y una vez que fueron acomodados los senderistas pasaron a presentar a sus víctimas, entre hombres y mujeres que fueron tachados de no heterosexuales por estar en La Hoyada, posteriormente un pelotón de fusilamiento formado por tres rebeldes con metralleta dispararon indiscriminadamente a las personas.

## Hechos posteriores
Uno de los periodistas, terminada la masacre, calificó despectivamente a los asesinados como «fumones, cabros y prostis». Los cuerpos fueron depositados en una fosa común, y como las personas que acudían a La Hoyada temían ser o ya estaban incluido dentro de la lista negra senderista, sus restos no fueron reclamados por familiares o conocidos por temor a represalias de parte de los terroristas.